# Nokturny op. 55 Fryderyka Chopina
Nokturny op. 55 Fryderyka Chopina – dwa Nokturny, f-moll nr 1 i Es-dur nr 2, skomponowane w roku 1843 i wydane w roku 1844 w Paryżu i w Lipsku i w roku 1845 w Londynie. Dedykowane Jane Stirling, uczennicy i admiratorce Chopina i jego muzyki.